# Шелбівілл (Теннессі)
Шелбівілл (англ. Shelbyville) — місто (англ. city) в США, в окрузі Бедфорд штату Теннессі. Населення — 23 557 осіб (2020).

## Географія
Шелбівілл розташований за координатами 35°29′57″ пн. ш. 86°27′6″ зх. д. / 35.49917° пн. ш. 86.45167° зх. д. (35.499121, -86.451743).  За даними Бюро перепису населення США в 2010 році місто мало площу 48,20 км², уся площа — суходіл.

## Демографія
Згідно з переписом 2010 року, у місті мешкало 20 335 осіб у 7275 домогосподарствах у складі 4862 родин. Густота населення становила 422 особи/км².  Було 8181 помешкання (170/км²).
Расовий склад населення:
| - 68,3 % — білих - 14,1 % — чорних або афроамериканців - 0,7 % — азіатів - 0,5 % — корінних американців - 0,2 % — вихідців з тихоокеанських островів - 12,9 % — осіб інших рас |

До двох чи більше рас належало 3,3 %. Частка іспаномовних становила 20,3 % від усіх жителів.
За віковим діапазоном населення розподілялося таким чином: 28,5 % — особи молодші 18 років, 59,3 % — особи у віці 18—64 років, 12,2 % — особи у віці 65 років та старші. Медіана віку мешканця становила 31,6 року. На 100 осіб жіночої статі у місті припадало 95,9 чоловіків;  на 100 жінок у віці від 18 років та старших — 92,2 чоловіків також старших 18 років.
Середній дохід на одне домашнє господарство  становив 43 657 доларів США (медіана — 30 744), а середній дохід на одну сім'ю — 46 228 доларів (медіана — 35 830). Медіана доходів становила 27 174 долари для чоловіків та 27 181 долар для жінок. За межею бідності перебувало 26,9 % осіб, у тому числі 35,7 % дітей у віці до 18 років та 13,9 % осіб у віці 65 років та старших.
Цивільне працевлаштоване населення становило 8106 осіб. Основні галузі зайнятості: виробництво — 26,7 %, роздрібна торгівля — 13,4 %, освіта, охорона здоров'я та соціальна допомога — 13,3 %.